# Dodina
Dodina – (ukr. Дадіна, Dadina lub Дадина, Dadyna; 1529 m n.p.m.) szczyt w południowo-zachodniej części Gorganów, które są częścią Beskidów Wschodnich. Jest jednym ze szczytów grzbietu Piszkonii. Położony jest w tej części ramienia Piszkonii, które na północ od Jasnowca (1600 m n.p.m.) odłącza się od głównego grzbietu, a następnie odchodzi jeszcze bardziej na północ.